# Исак Даниел
Исак Мойсей Даниел е български драматически режисьор.

## Биография
Роден е в Русе. Работи във Варненския общински театър, в театър „Студия“ в София, гост-режисьор в Народния театър в София.

## Творчество
- „Бънбари“ – Оскар Уайлд
- „Възнесението на Ханеле“ – Герхарт Хауптман
- „Забава“ – Артур Шницлер
- „Кориолан“ – Уилям Шекспир
- „Любовта лекар“ – Жан-Батист Молиер
- „Мнимият болен“ – Жан-Батист Молиер